# 特米諾斯 (加利福尼亞州)
特米諾斯（英語：Terminous）是位於美國加利福尼亞州聖華金縣的一個人口普查指定地區。

## 地理
特米諾斯的座標為38°06′53″N 121°29′25″W / 38.11472°N 121.49028°W，而該地最高點為海拔高度-2米（即-7英尺）。

## 人口
根據2010年美國人口普查的數據，特米諾斯的面積為2.531平方千米，均為陸地。當地共有人口381人，而人口密度為每平方千米150人。